# Salix wuxuhaiensis
Salix wuxuhaiensis — вид квіткових рослин із родини вербових (Salicaceae).

## Морфологічна характеристика
Це кущ до 50 см заввишки. Молоді гілочки коричнево-жовті, сіро-вовнисті; 1-річні гілочки темно-коричневі, ± запушені. Листкова ніжка тонка, ≈ 1.5 × 4 мм, дещо запушена; листкова пластинка зазвичай еліптична чи широко еліптична, 6–11 × 3–7 мм, абаксіально бліда, з восковим нальотом, ± сіро чи жовто запушена, адаксіально темно-зелена, блискуча, ворсиста вздовж жилок, край цільний, війчастий, верхівка тупа чи закруглена. Плодова сережка 6–12 × 5–6 мм, запушена, з 1–3 листочками на плодоніжці. Коробочка яйцювато-еліпсоїдна, ≈ 3 мм, сіро запушена.

## Середовище проживання
Сичуань. Населяє гірські схили; на висотах ≈ 4200 метрів.